# حالة الإنكار
حالة الإنكار: بوش في الحرب، الجزء الثالث ((ردمك 0-7432-7223-4) ) هو كتاب صدر عام 2006 من تأليف بوب وودوارد والذي يبحث في كيفية إدارة إدارة جورج دبليو بوش لحرب العراق بعد غزو عام 2003. ويأتي هذا الكتاب في أعقاب كتب وودوارد السابقة عن إدارة بوش، "بوش في الحرب" ‏ و "خطة الهجوم". استنادًا إلى مقابلات أجريت مع عدد من الأشخاص في إدارة بوش (وإن لم تكن مع جورج دبليو بوش نفسه)، فإن الكتاب يطرح عددًا من الادعاءات حول الإدارة.
قدمت مجلة نيوزويك مقتطفاً خاصاً من الكتاب. وقد قام مساعد رئيس التحرير إيفان توماس وكبير مراسلي البيت الأبيض ريتشارد وولف بإعداد تقرير عن التداعيات المحتملة لهذا القرار على بوش ووزير الدفاع الأميركي دونالد رامسفيلد وقاما بتحليل رد فعل الإدارة.

## ورد في الكتاب
وفقا لكتاب وودوارد:
استقال أندرو كارد بسبب مخاوف بشأن كيفية تصور الجمهور لكيفية تعامل الإدارة مع العراق في المستقبل وأنه حاول مرتين إقناع بوش باستبدال رامسفيلد.
التقى وزير الخارجية الأمريكي الأسبق هنري كيسنجر بانتظام مع بوش ونائب الرئيس ديك تشيني لتقديم المشورة بشأن الحرب في العراق. أكد كيسنجر في مقابلات مسجلة مع وودوارد أن النصيحة كانت هي نفسها التي قدمها في عمود بتاريخ 12 أغسطس 2005 في صحيفة واشنطن بوست: "الانتصار على التمرد هو استراتيجية الخروج الوحيدة ذات المغزى".
التقى مدير وكالة المخابرات المركزية جورج تينيت وجيه كوفر بلاك مع مستشارة الأمن القومي آنذاك كوندوليزا رايس في 10 يوليو 2001 لتحذيرها من هجوم وشيك لتنظيم القاعدة وكانوا محبطين لأن رايس لم تكن منزعجة بما فيه الكفاية من التحذير، على الرغم من أن صديق رايس فيليب د. زيليكو (المدير التنفيذي للجنة 11 سبتمبر) يقول أيضًا في الكتاب أن التحذير لم يكن محددًا بما يكفي لتمكين الحكومة من اتخاذ إجراء محدد لمواجهته (الصفحات 49-52).
اشتكى توني بلير مرارًا وتكرارًا من أن الحكومة الأمريكية حرمت أجهزة الأمن البريطانية من الوصول إلى المعلومات الاستخباراتية؛ على الرغم من تخزين المعلومات الاستخباراتية التي تم جمعها على شبكة SIPRNet، فقد تم حظر المعلومات السرية التي توفرها شبكة SIPRNet على جميع الرعايا الأجانب، مثل القوات البريطانية والأسترالية في العراق. بعد أن وقع بوش على توجيه (مع رامسفيلد ومدير وكالة المخابرات المركزية بالإنابة جون ماكلولين) يأمر بأن "NOFORN لن ينطبق بعد الآن على البريطانيين والأستراليين عندما يخططون لعمليات قتالية، أو يتدربون مع الأميركيين أو يشاركون في أنشطة مكافحة الإرهاب"، بدأ المسؤولون داخل البنتاغون بدلاً من ذلك في إنشاء شبكة SIPRNet موازية يتم نسخ المعلومات السرية إليها ببطء بعد المراجعة. يُقال إن آل جور وعد الجنرال إريك شينسكي بمنصب رئيس هيئة الأركان المشتركة إذا فاز في الانتخابات الرئاسية لعام 2000، مما تسبب في شرارة غضب شديدة بين المجتمع العسكري، خاصة مع العلم أن الجيش قد هيمن على معظم منصب رئيس هيئة الأركان المشتركة حيث كان فرعًا من فروع الخدمة في شينسكي وكان في ذلك الوقت يشغل منصب رئيس أركان الجيش. كان رئيس هيئة الأركان المشتركة الحالي أثناء الانتخابات الرئاسية لعام 2000، الجنرال هيو شيلتون، من الجيش أيضًا، وكذلك سلفه الجنرال جون شاليسكاسفيلي والجنرال كولن باول، وكلاهما من الجيش. كان هذا هو السبب الرئيسي وراء اختيار العديد من أفراد المجتمع العسكري لدعم جورج دبليو بوش بدلاً من آل جور. بعد توليه الرئاسة، بدلاً من شينسكي، اختار بوش الجنرال ريتشارد مايرز من القوات الجوية ليكون رئيس هيئة الأركان المشتركة القادم.
على الرغم من أن أعضاء إدارة بوش صرحوا علنًا بأن الوضع في العراق يتحسن، إلا أن التقارير والمذكرات الداخلية الموزعة بين مختلف الوكالات الحكومية، بما في ذلك البيت الأبيض والبنتاغون، اعترفت بأن الوضع يتدهور.
قال زعيم الأقلية في مجلس الشيوخ (زعيم الأغلبية لاحقًا) هاري ريد (ديمقراطي من نيفادا) عن بوش، "لا أستطيع تحمله". ريد يكره بوش لدرجة أنه لا يستطيع تحمل مشاهدة خطاباته، وبدلاً من ذلك يطلب من مساعديه إطلاعه عليها بعد ذلك.
يُقال إن شينسكي كان يحتقر إدارة بوش بسبب عدم ترقيته إلى منصب رئيس هيئة الأركان المشتركة، كما وعده آل جور. وكان شينسكي ينتقد الإدارة باستمرار ويعارض السياسة العسكرية للإدارة.
وظفت كونداليزا رايس صديقها القديم فيليب د. زيليكو للذهاب إلى العراق وإعطائها تقريرًا مفصلاً (ومنحته السلطة للذهاب إلى أي مكان وطرح أي سؤال). في 10 فبراير 2005، بعد أسبوعين من تولي رايس منصب وزيرة الخارجية، أعطاها زيليكو مذكرة مكونة من 15 صفحة بمسافة واحدة. كتب زيليكو: "في هذه المرحلة، تظل العراق دولة فاشلة تخيم عليها أعمال العنف المستمرة وتخضع لتغيير سياسي ثوري".
كان روبرت د. بلاكويل، المسؤول الأعلى في مجلس الأمن القومي لشؤون العراق، منزعجًا بشدة مما اعتبره عددًا غير كافٍ من القوات على الأرض هناك. أخبر رايس وستيفن ج. هادلي، نائبها، أن مجلس الأمن القومي بحاجة إلى إجراء مراجعة عسكرية. لقد أوضحت رايس أن سلطتها لا تمتد إلى رامسفيلد أو الجيش، وتم إسقاط الأمر.
وعندما حل هادلي محل رايس كمستشار للأمن القومي، قام بتقييم المشاكل التي نشأت منذ ولايته الأولى. وقال لزميل له في الخامس من فبراير/شباط 2005: "أعطينا درجة B-ناقص في تطوير السياسات ودرجة D-ناقص في تنفيذ السياسات".
زار الجنرال جون أبي زيد، قائد القوات الأميركية في العراق، النائب الأميركي جون ب. مورثا (ديمقراطي من ولاية بنسلفانيا) في مكتب مورثا ورفع سبابته على بعد ربع بوصة من إبهامه، قائلاً لمورثا "نحن بعيدون كل البعد" عن السياسة في العراق.
"كان أحد الانتقادات الخاصة التي وجهها كيسنجر لبوش أنه لم يكن لديه آلية قائمة، أو حتى ميل، للنظر في الجوانب السلبية للقرارات الوشيكة. ونادراً ما كان ينظر في مسارات العمل البديلة".